# Pinga
Pinga là một chi thực vật có hoa trong họ Hòa thảo (Poaceae).

## Loài
Chi Pinga gồm các loài: